# Polypoetes evanescens
Polypoetes evanescens är en fjärilsart som beskrevs av Erich Martin Hering 1925. Polypoetes evanescens ingår i släktet Polypoetes och familjen tandspinnare. Inga underarter finns listade i Catalogue of Life.